# Руссиянов, Иван Никитич
Ива́н Ники́тич Руссия́нов (11 сентября 1900, д. Щуплы, Смоленская губерния, Российская империя — 21 марта 1984, Москва, СССР) — советский военачальник, генерал-лейтенант (7.06.1943). Герой Советского Союза (21.02.1978).

## Начальная биография
Иван Никитич Руссиянов родился 11 сентября 1900 года в деревне Щуплы в крестьянской семье.
Окончил Хленовское земское училище в 1911 году и Кошинское двуклассное училище в 1916 году. С 1916 года работал подённым рабочим на железной дороге в Смоленске, а затем на Смоленском городском трамвае. С 1917 года работал швейцаром-курьером Смоленского губернского присутствия по крестьянским делам. С 1918 года — делопроизводитель в Смоленском губернском отделе социального обеспечения и народного образования, затем в Смоленском губернском комитете кожевенной промышленности.

## Военная служба

### Гражданская война
В ноябре 1919 года мобилизован на службу в Красную Армию. Принимал участие в Гражданской войне. Служил красноармейцем-экспедитором, затем делопроизводителем в инспекторском отделении штаба 16-й армии (Западный фронт). Воевал против польских войск и при подавлении бандитизма в Смоленской губернии, будучи в составе заградительного отряда 16-й армии.
В мае 1921 года был назначен на должность делопроизводителя-помощника адъютанта отдельного отряда ВЧК Западной границы (вскоре этот отряд был развёрнут в полк). С июня 1921 — адъютант батальона и помощник начальника штаба этого полка. Продолжал участвовать в операциях против бандитизма и в 1921 году. В том же году вступил в РКП(б).

### Межвоенное время
С сентября 1921 года учился в 3-й пехотной Западной школе комсостава в Смоленске, которую окончил в 1924 году. С сентября 1924 года служил на должностях командира взвода, с 1925 года — командира и политрука стрелковой роты, с ноября 1925 — помощника командира батальона в 81-м стрелковом полку (27-я стрелковая дивизия, Белорусский военный округ). с марта 1927 года — командир батальона 22-го стрелкового полка. С марта 1928 года служил помощником командира 24-го стрелкового полка 8-й стрелковой дивизии по строевой части (Белорусский военный округ).
Будучи в этой должности, в 1931 году окончил Стрелково-тактические курсы усовершенствования комсостава РККА имени III Коминтерна «Выстрел». В сентябре 1932 года был назначен на должности командира и военкома 10-го стрелкового полка 4-й стрелковой дивизии, в августе 1937 года — на должность помощника командира 29-й стрелковой дивизии Белорусского военного округа.
В феврале 1938 года И. Н. Руссиянов был назначен на должность командира 52-й стрелковой дивизии (Белорусский военный округ). Во главе дивизии принимал участие в походе РККА в Западную Белоруссию в сентябре 1939 года, во время которого был ранен в бою под Шацком. 4 ноября 1939 года ему присвоено воинское звание «комбриг».
В августе 1940 года был назначен на должность командира 100-й стрелковой дивизии (2-й стрелковый корпус, Западный особый военный округ). 4 июня 1940 года И. Н. Руссиянову присвоено воинское звание «генерал-майор».
В мае 1941 года окончил курсы усовершенствования высшего начальствующего состава при Академии Генерального штаба имени К. Е. Ворошилова, после чего вернулся на должность командира этой же дивизии.

### Великая Отечественная война
С июня 1941 года принимал участие в боях на фронтах Великой Отечественной войны. 100-я стрелковая дивизия генерал-майора Руссиянова действовала в составе 2-го стрелкового корпуса 13-й армии (Западный фронт), и особо отличилась в приграничном оборонительном сражении в Белоруссии, в том числе в боях под Минском. С 26 по 30 июня дивизия, находясь в Минском укрепрайоне, нанесла тяжёлый урон 39-му моторизованному корпусу (3-я танковая группа), затем с боями отступала на реки Березина и Днепр и почти весь июль сражалась в окружении, перейдя с боем линию фронта 21 июля.
В составе 24-й армии (Резервный фронт) дивизия под командованием генерал-майора Руссиянова участвовала в Смоленском сражении и вновь отличилась в Ельнинской наступательной операции, освободив 6 сентября 1941 года город Ельню Смоленской области.
18 сентября 1941 года в соответствии с решением Ставки Верховного Главнокомандования за массовый героизм, мужество личного состава, высокое воинское мастерство приказом № 308 наркома обороны СССР И. В. Сталина 100-я стрелковая дивизия (командир генерал-майор Руссиянов И. Н.) была преобразована в 1-ю гвардейскую стрелковую дивизию, с вручением гвардейского знамени.
Дивизия сражалась на Брянском и Юго-Западном фронтах, оборонялась на Курском и Харьковском направлениях, а в декабре 1941 года наступала в Елецкой операции Юго-Западного фронта.
В ноябре 1942 года 1-я гвардейская стрелковая дивизия была преобразована в 1-й гвардейский механизированный корпус, командиром которого всю войну был генерал-лейтенант И. Н. Руссиянов. В составе 3-й гвардейской и 4-й гвардейской армий корпус отличился в Сталинградской битве, Изюм-Барвенковской, Донбасской, Запорожской, Кировоградской, Будапештской, Венской наступательных операциях, а также в Балатонской оборонительной операции.
На заключительном этапе войны гвардии генерал-лейтенант Иван Никитич Руссиянов проявил себя как военачальник в Венской операции. Корпус с 22 марта по 13 апреля 1945 года участвовал в освобождении Секешфехервара, Дьёра, Чорна, Капувара, Шопрона и Вены. За годы войны был ранен и дважды контужен. Как отметил после войны генерал Руссиянов в автобиографии: «в окружении с войсками был шесть раз … выходил с войсками и группами с документами, в полной генеральской форме».

### Послевоенная карьера

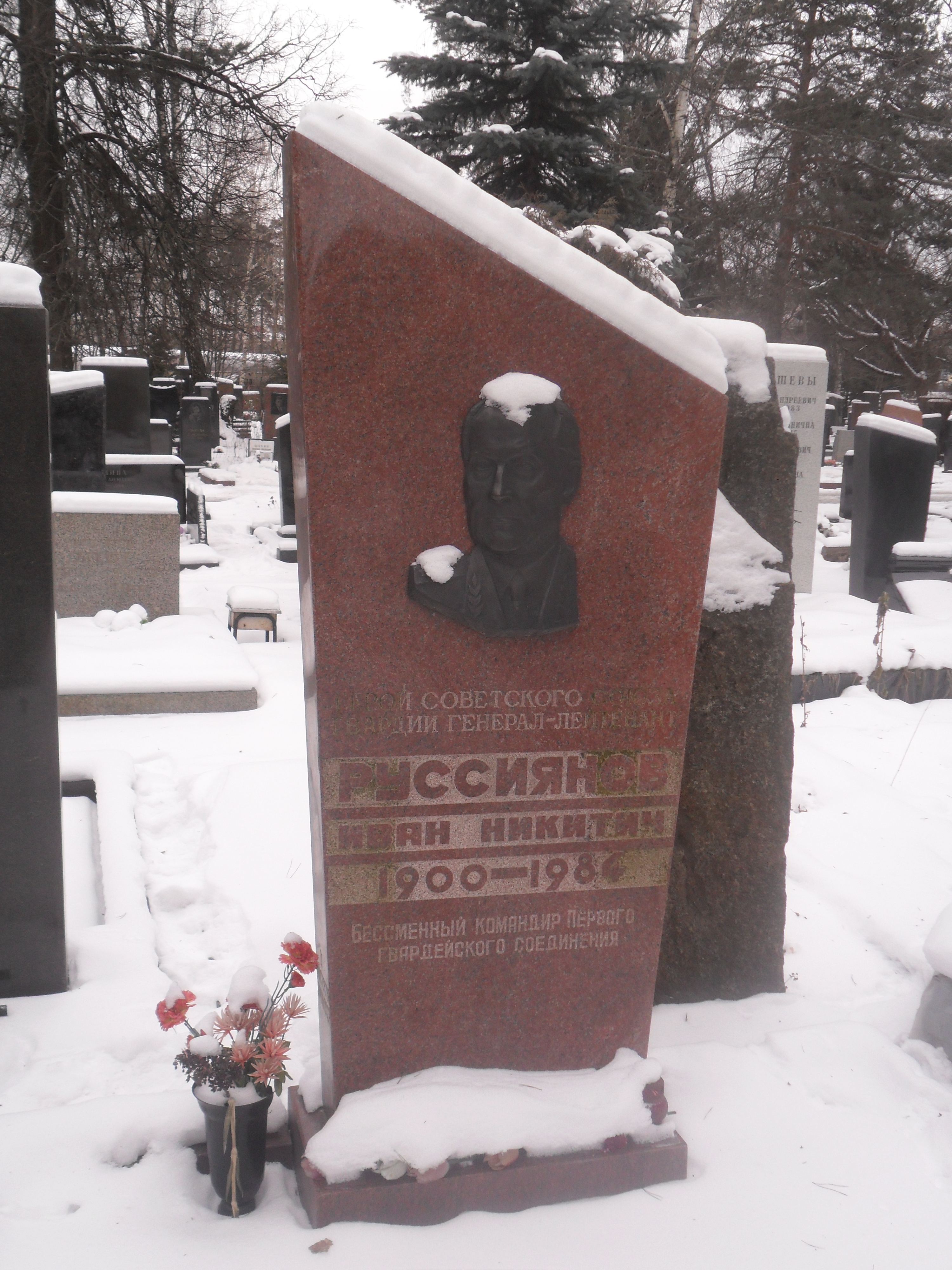
Памятник
на Кунцевском кладбище

По окончании войны генерал-лейтенант И. Н. Руссиянов командовал тем же корпусом, а когда в сентябре 1945 года в связи с послевоенным сокращением вооружённых сил корпус был переформирован в 1-ю гвардейскую механизированную дивизию — оставлен её командиром. В июне 1946 года назначен на должность заместителя командующего 4-й гвардейской танковой армией в Группе советских оккупационных войск в Германии. С января 1947 по апрель 1948 года служил на должности заместителя командира 4-й гвардейской танковой дивизии. Затем его направили на учёбу на Высшие академические курсы при Высшей военную академию имени К. Е. Ворошилова, но вскоре перевели на основной курс академии.
В 1949 году окончил академию. В январе 1950 года был назначен на должность заместителя начальника Управления военных учебных заведений бронетанковых и механизированных войск Вооружённых сил СССР. В апреле 1953 года уволен в запас.
Указом Президиума Верховного Совета СССР от 21 февраля 1978 года за личное мужество и героизм, проявленные в борьбе с немецко-фашистскими захватчиками в годы Великой Отечественной войны, гвардии генерал-лейтенанту в отставке Ивану Никитичу Руссиянову присвоено звание Героя Советского Союза с вручением ордена Ленина и медали «Золотая Звезда» (№ 11287).
Жил в Москве. Умер 21 марта 1984 года. Похоронен на Кунцевском кладбище.

## Награды и звания
- медаль «Золотая Звезда» Героя Советского Союза (21.02.1978);
- три ордена Ленина (27.03.1942, 21.02.1945, 21.02.1978);
- четыре ордена Красного Знамени (31.08.1941, 20.01.1943, 3.11.1944, 15.11.1950);
- орден Кутузова I степени (28.04.1945);
- орден Суворова II степени (26.10.1943);
- медаль «За оборону Москвы»;
- медаль «За оборону Сталинграда»;
- медаль «За победу над Германией в Великой Отечественной войне 1941—1945 гг.»;
- медаль «За взятие Будапешта»;
- медаль «За взятие Вены»;
- другие медали СССР;

иностранные ордена и медали:
- орден Заслуг III класса (Венгрия, 1945)[2]

## Сочинения
- Руссиянов И. Н. В боях рождённая… / Литературная запись Е. А. Глущенко. — М.: Воениздат, 1982. — 252 с. — (Военные мемуары). — 100 000 экз. — ISBN 5-09-002630-0.
- Руссиянов И. Н. Рождение гвардии. // Война. Народ. Победа. — М., 1983. — Кн. 1. — С. 49-51.
- Автобиография генерал-лейтенанта И. Н. Руссиянова от 18 августа 1947 года. // Военно-исторический журнал. — 1991. — № 12. — С.28-30.

## Память
- Бюст И. Н. Руссиянова установлен в Ельне (2000).
- Имя генерала Руссиянова носит 212-й гвардейский Венский окружной учебный центр подготовки младших специалистов танковых войск.
- На здании Талашкинской средней школы открыта мемориальная доска (2016)[3].
- В честь И. Н. Руссиянова названы улицы в Первомайском районе Минска и в городе Лебедин Сумской области Украины.
- В экспозиции Белорусского государственного музея истории Великой Отечественной войны представлен фотопортрет и личные вещи Героя, в фондах хранятся также воспоминания о нём, копия наградного листа.[4]